# 澤姆利亞內 (盧漢斯克區)
48°37′42″N 39°12′49″E / 48.62833°N 39.21361°E
澤姆利亞内（烏克蘭語：Земляне）是位於烏克蘭東部的村莊，由盧甘斯克州卢甘斯克区的卢汉斯克市镇負責管轄。該村始建於1962年，面積0.24平方公里，海拔高度158米，2001年人口16，人口密度每平方公里65.8人。